# MH01
MH01
- 用途：研究
- 分類：研究機
- 製造者：本田技研工業
- 運用者：本田技研工業
- 初飛行：1988年
- 生産数：1機
- 運用開始：1988年
- 運用状況：退役

MH01は、本田技研工業（以下ホンダ）が開発した小型実験機。
MH01の開発を通じて培われた研究成果は、後のMH02に引き継がれている。

## 概要
1988年に、ビーチクラフト ボナンザの主翼と尾翼をミシシッピ州立大学ラスペット飛行研究所と提携して開発した複合材料製のものに交換して「MH01」とし、飛行試験に成功した。
これによって、ホンダの開発陣は航空機の開発の初歩的な経験を身に付けた。

## 文献
- 前間孝則『ホンダジェット: 開発リーダーが語る30年の全軌跡』新潮社、2015年。ISBN 9784103289227。